# La Moraleja Golf
La Moraleja Golf is een golfclub bij Madrid.
De oude baan werd ontworpen door Jack Nicklaus en werd in 1976 geopend. De nieuwere baan ligt twee kilometer verderop en werd aangelegd door Jack Nicklaus' bedrijf Golden Bear Associates. Beide banen liggen ten westen van het vliegveld van Madrid.
De baan heeft veel water.

## Internationale toernooien
- 1981: Johnnie Walker Classic
- 1984: Johnnie Walker Classic
- 1987: Open de España
- 1992: World Cup of Golf, gewonnen door de Verenigde Staten met Fred Couples en Davis Love III
- 2006: Open de Madrid Valle Romano, gewonnen door  Ian Poulter.